# Roeiboot

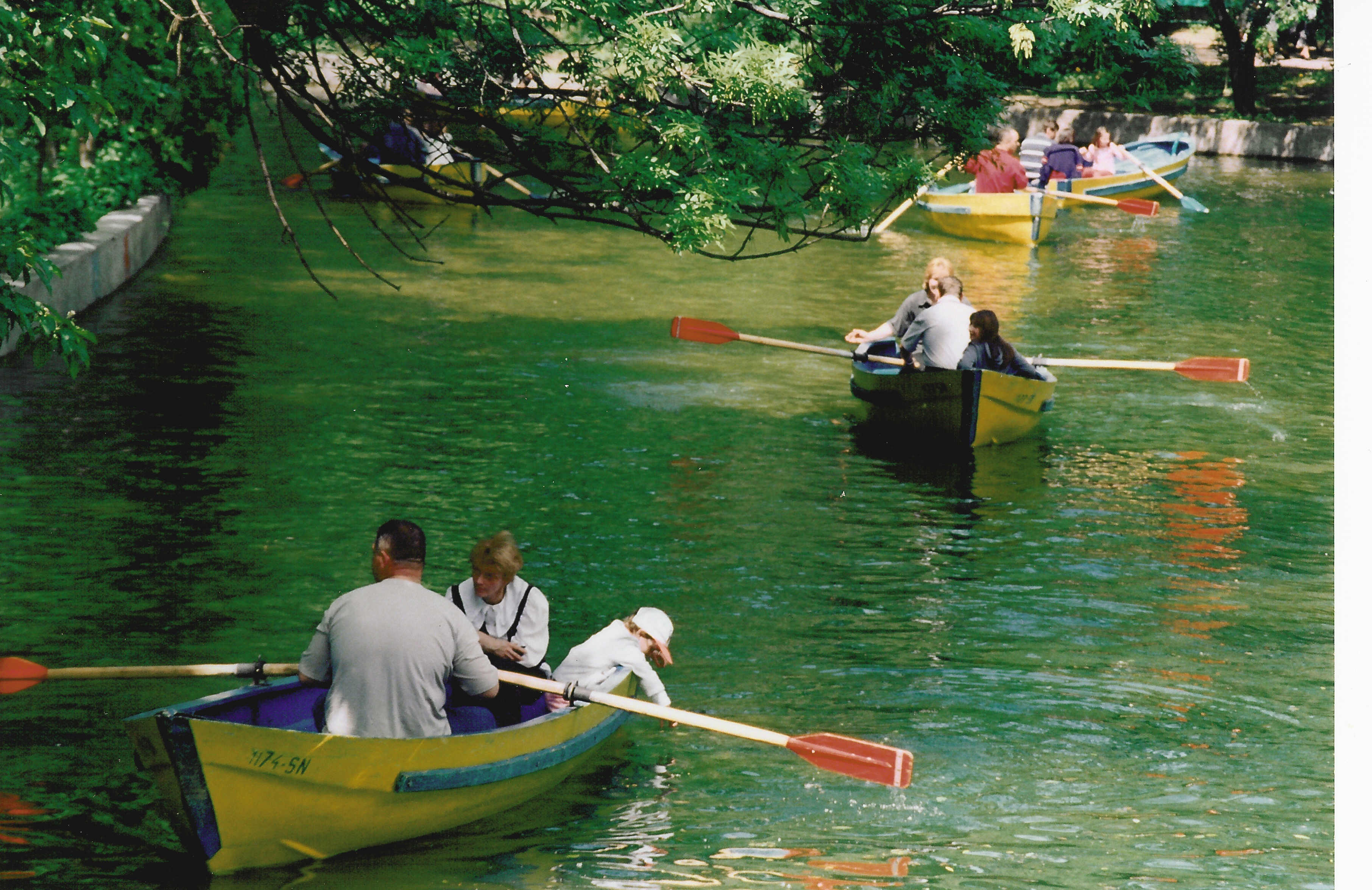
Roeiboten op een meer nabij Boekarest

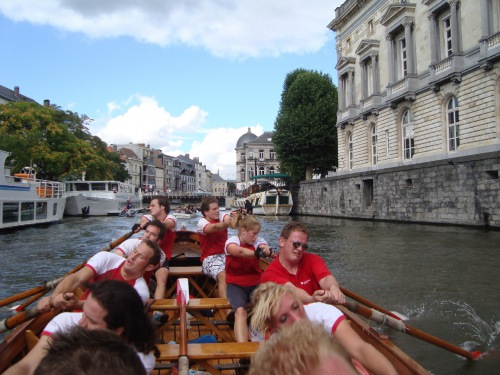
Een roeiboot voor het sloeproeien

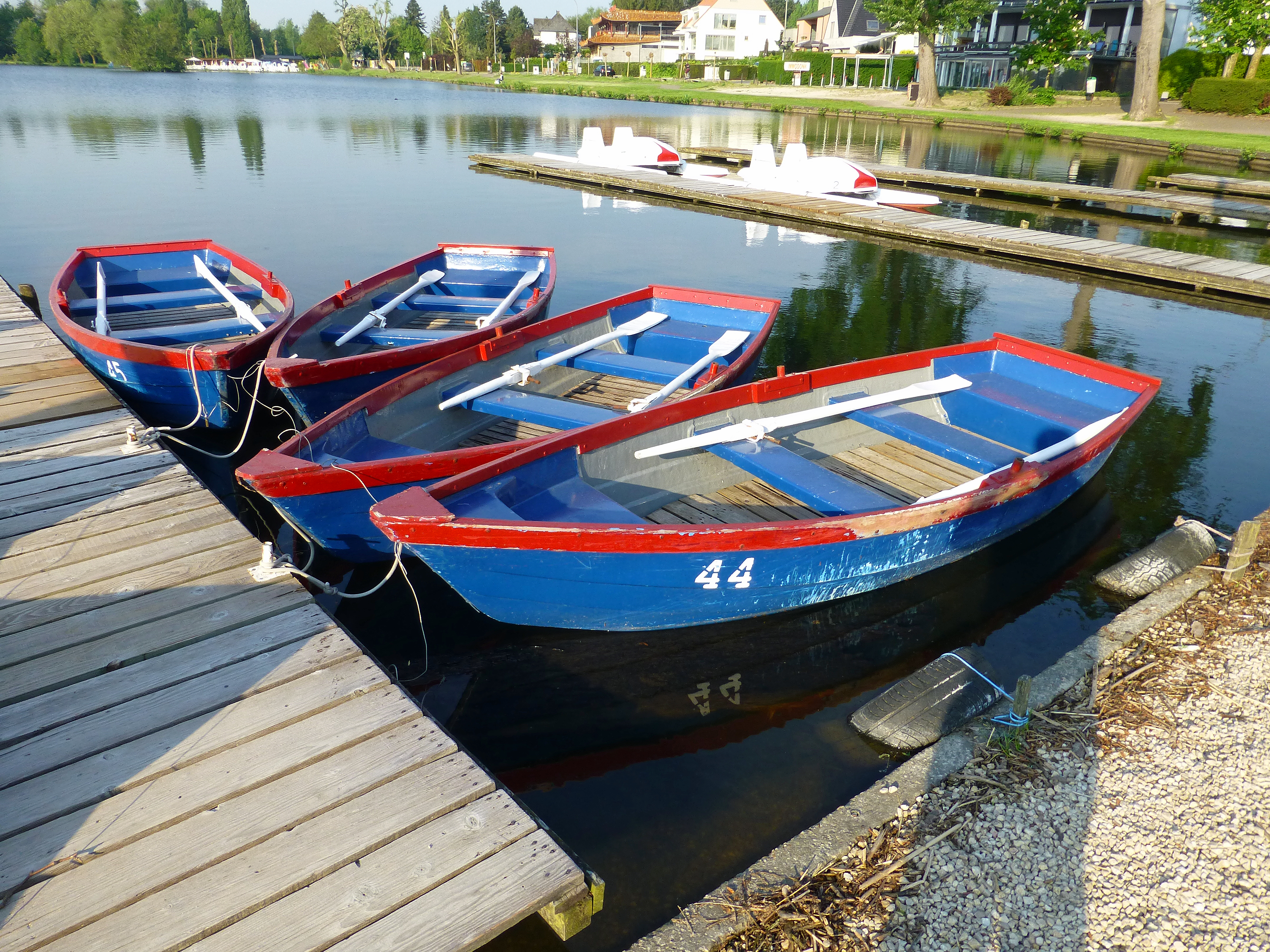
Roeibootjes op het Donkmeer in Berlare

Een roeiboot is een boot die wordt voortbewogen door middel van roeiriemen of roeispanen. De beweging heet roeien en de persoon die ze uitvoert is een roeier. Omdat met roeien de maximale kracht wordt bereikt als men naar achteren roeit, kan de roeier tijdens het roeien zelf slecht zien waarheen hij roeit. Als er door een stuurman wordt gestuurd is dat geen probleem, maar anders moet hij om de paar slagen achteromkijken. Op sommige plaatsen wordt daarom vooruit geroeid, zoals met de pletna.

## Soorten bedoeld voor deroeisport
Boten voor de roeisport zijn op verschillende manieren in te delen aan de hand van hun eigenschappen:

### Naar aantal roeiers
De meest voorkomende aantallen roeiers zijn 1, 2, 4 en 8. Dit is dus exclusief een eventuele stuurman/vrouw.

### Naar bouwtype
- Gladde boten, A-boten (ongebruikelijk) of wedstrijdboten, Dit zijn de boten geschikt voor wedstrijden.
- B-boten, Een vrij zeldzame tussenvorm die breder is dan een gladde boot maar smaller dan een C-boot.
- C-boten, Een veelvoorkomend type geschikt voor recreatief roeien, training en de langere wedstrijden.
- wherry, Dit zijn de breedste en zwaarste boten. Ze worden voornamelijk gebruikt als recreatiemateriaal.

### Naar Roeitype
Verder is een belangrijke onderverdeling in boordroeien en scullroeien. Bij boordroeien roeit iedere roeier met één riem. Bij scullroeien roeit iedere roeier met twee riemen (sculls). Veel mensen die onbekend zijn met roeien noemen de riemen 'peddels', dit is echter een incorrecte term. Een ander onderscheid zijn gestuurde boten en ongestuurde boten. In een ongestuurde boot moeten de roeiers zelf sturen.

### Codering
Een type boot wordt genoemd naar het aantal roeiers, een 2 is dus een boot voor twee roeiers.
De boten worden verder opgesplitst aan de hand van hun overige eigenschappen:
- De × of * of het woordje dubbel geeft scullen aan, twee riemen per roeier. De andere nummers zijn boordnummers.
- De + of het woordje met slaat op een gestuurd type, in de boot is een stuurman of -vrouw aanwezig. Bij de andere nummers sturen de roeiers zelf.
- De letters B of C geven aan om welk boottype het gaat, als er geen letter staat gaat het om een gladde boot.

#### Voorbeelden
| nummer | uitspraak         | omschrijving                                          |
| ------ | ----------------- | ----------------------------------------------------- |
| C4x+   | C Dubbel vier met | Een gesculde C-boot voor vier roeiers en een stuur    |
| 4+     | Vier met          | Een gladde boord boot voor vier roeiers en een stuur. |
| 1x     | Skiff             | Skiff (boot voor één persoon)                         |

Niet elke combinatie bestaat ook daadwerkelijk. Een dubbele gladde twee is bijvoorbeeld nooit gestuurd en een acht is in principe nooit dubbel.

## Overige Roeiboten
Er zijn vele verschillende soorten roeiboten, in elk land waar roeiwater is heeft men zijn eigen namen aan verschillende typen roeiboten gegeven.
- Bireem
- Galei
- Gondel
- Sampan
- Hollandse boot
- Opblaasboot
- Quinquereem
- Sloep
- Trireem
- Vikingschip
- Vlet
- Vlieger

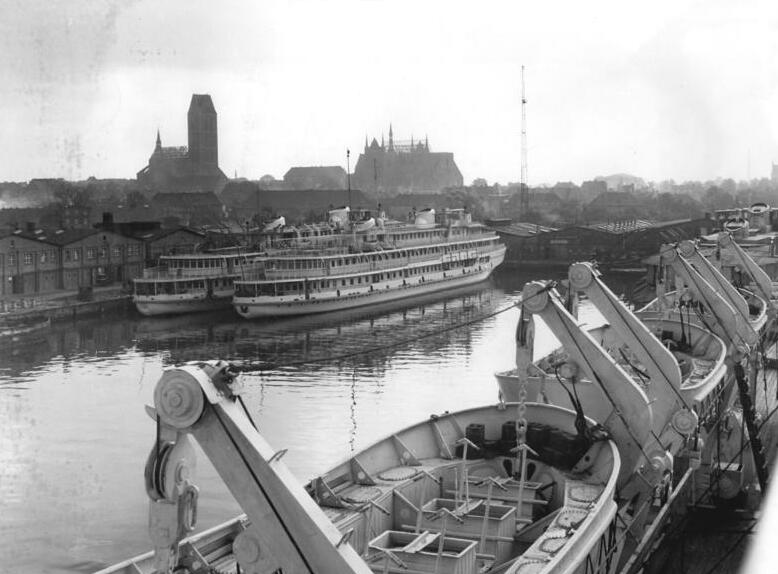
Sloepen met roeimachine

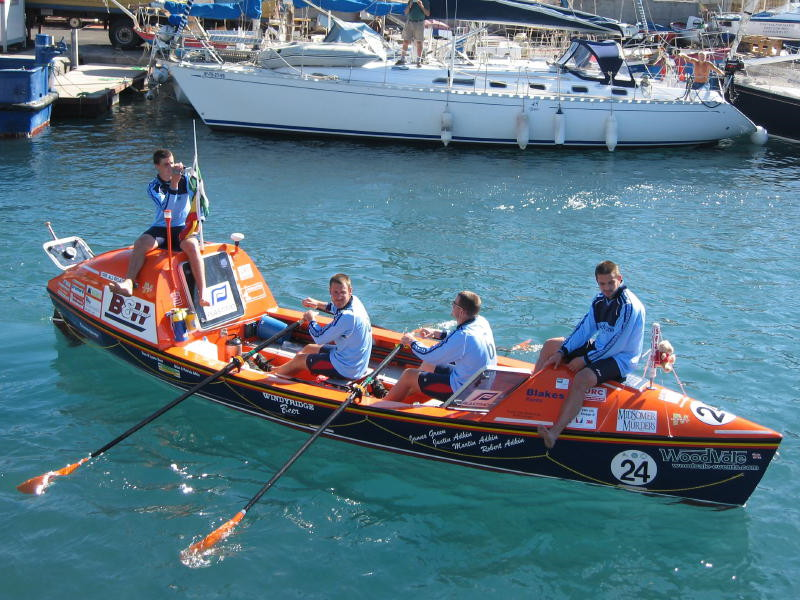
Oceaanroeiboot gebruikt voor de Atlantic Rowing Race in 2005

- Bij roeisloepen die als reddingsboten worden gebruikt is de vorm meer op maximale inhoud en veiligheid gericht dan op snelheid. Deze boten zijn relatief kort en breed waardoor ze moeilijk om gaan. Reddingsloepen bieden plaats aan twee tot wel veertig personen. In de wat modernere reddingssloepen ligt een roeimachine. In plaats van met de riemen wordt er een heen en weer gaande beweging van een handvat mee omgezet naar een ronddraaiende beweging, die een schroef aandrijft. De roeiers in wat oudere sloepen, meestal acht tot tien, zitten op banken, doften, die vaak niet meer zijn dan een stevige plank die in de breedte in de boot gemonteerd zit, de geredde mensen zitten op de bodem. Meestal bieden deze doften plaats aan twee personen. Er wordt ook wedstrijd geroeid in sloepen, het sloeproeien.
- De roeiboot van de binnenschipper is de bijboot. Vroeger in de vorm van de houten Hollandse roeiboot, later in de vorm van de stalen schippersvlet. Tegenwoordig worden deze boten van kunststof gemaakt en is de aanvullende eis dat ze zo veel mogelijk van brandvrij materiaal zijn.
- Veel jongelui maken kennis met het roeien via het roeien in lelievletten van Scouting. Daar zijn de roei- en wrikwedstrijden jaarlijks een groot evenement.
- Wat men het meest op het water ziet is de gewone roeiboot, meestal in de functie van visboot, werk- of speelboot. Zowel van hout als van staal, met op het boord aan weerszijden een pen, waarover het oog van de roeispaan wordt geschoven. Of van polyester, en in dat geval worden meestal kunststof dollen gebruikt, en wordt er met een roeispaan geroeid.
- Speciale roeiboten worden gebruikt om oceanen over te steken. Er bestaat ook oceaanraces.